# Эгмондовское Евангелие

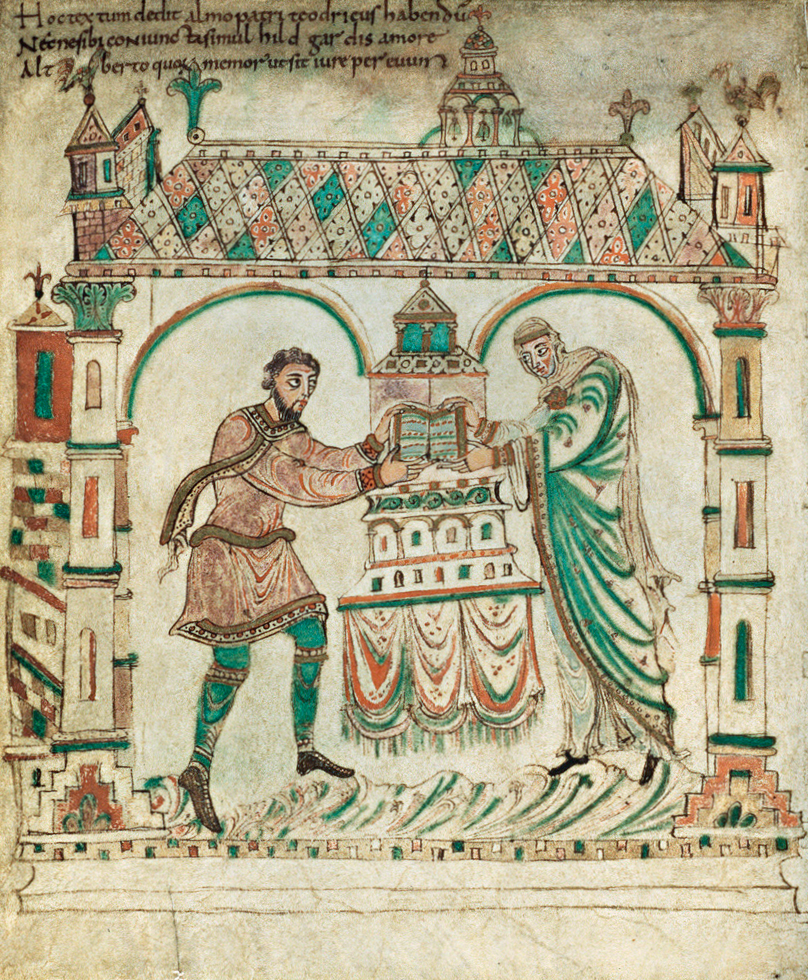

Эгмондовское Евангелие (нид. Evangeliarium van Egmond) — одна из старейших сохранившихся рукописей Нидерландов.

## История
Эгмондовское Евангелие, ныне хранящееся в Голландской королевской библиотеке Гааги, было создано в Реймсе между 850 и 875 годами и около 900 года попала в Нидерланды. Написано на латыни и содержит 218 листов. Размеры книги — 231х207 миллиметров. Это Евангелие является старейшим рукописным сводом с 10 миниатюрами, изображающими внешний вид жителей и архитектуру Голландии IX-Х столетия.
В 975 году Эгмондовское Евангелие было передано в дар графом Голландии Дирком II и его супругой Хильдегард первому настоятелю Эгмондовского аббатства, святому Адальберту при закладке основания для церкви аббатства. По этому поводу были сделаны две дополнительные иллюстрации и введены в книгу. На одной из них граф и его супруга жертвуют Евангелие на алтарь новой церкви, на другой — они разговаривают со святым Адальбертом, покровителем аббатства.
В 1571 году, во время Реформации и разгрома монастырей в Нидерландах, Эгмондовское Евангелие было похищено и доставлено в Харлем, а затем — в Кёльн. В XVII веке книга была возвращена в Утрехт, и в 1830 году передана Епископальной канцелярией Утрехта в Королевскую национальную библиотеку Нидерландов.

## Галерея

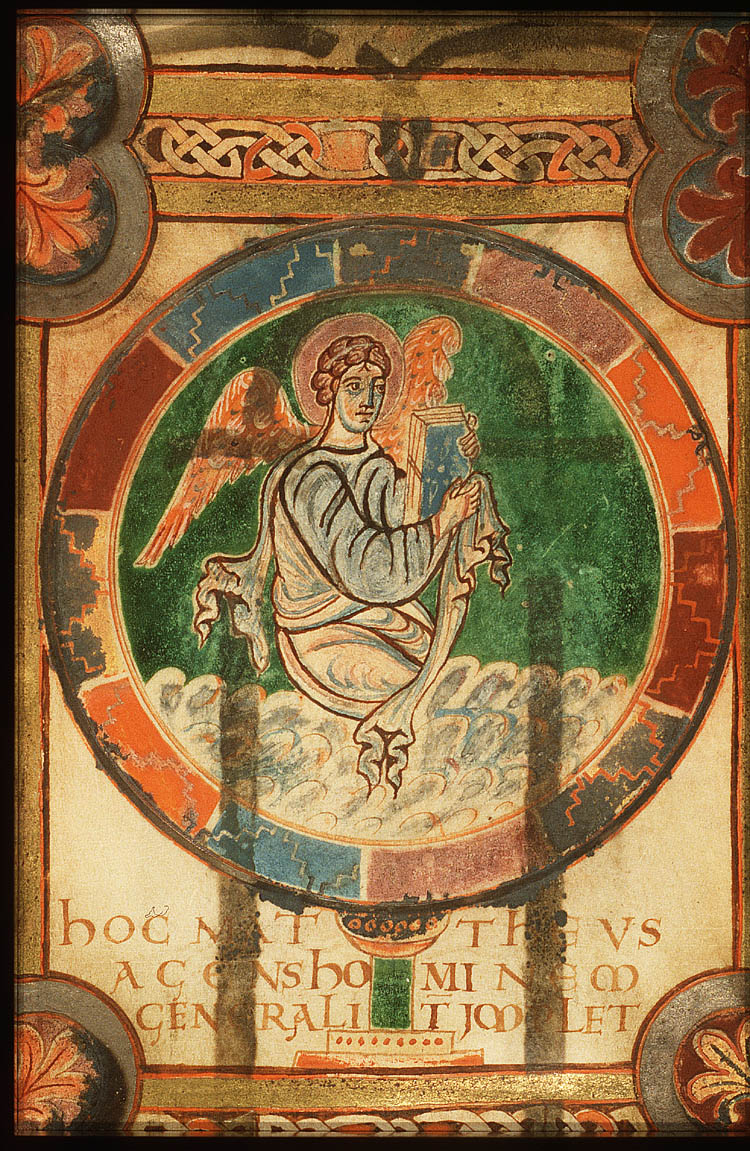
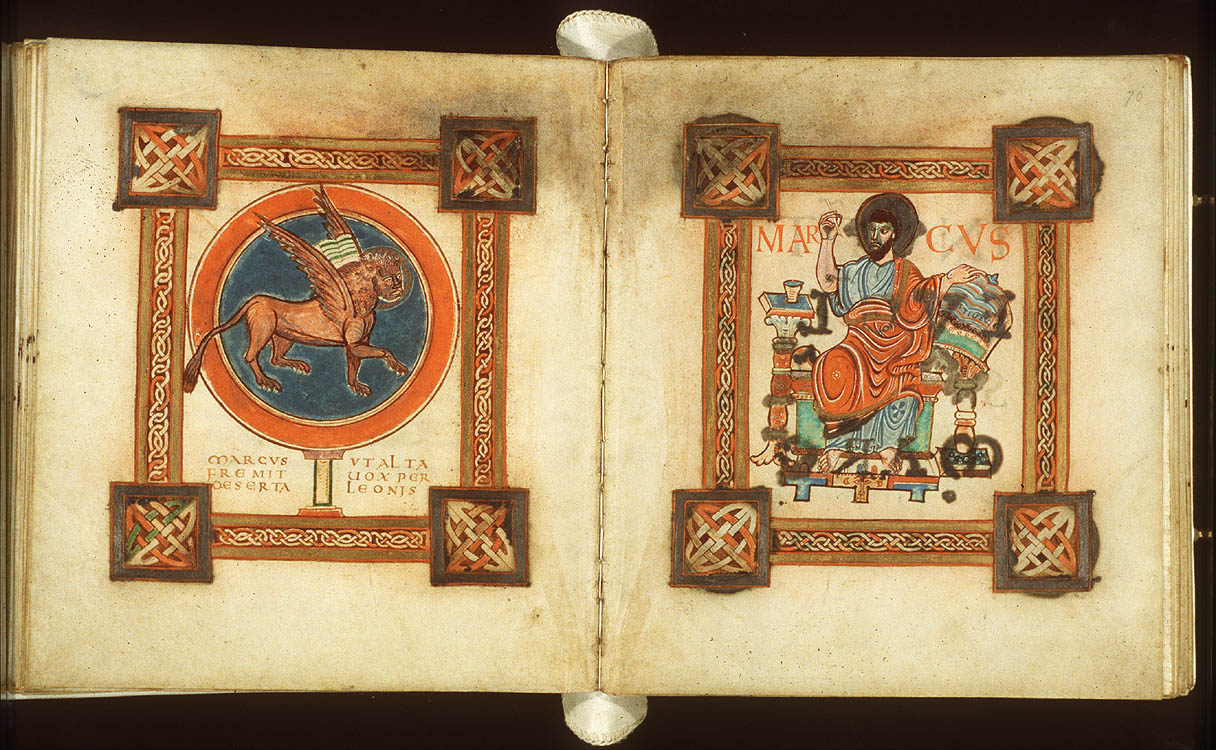
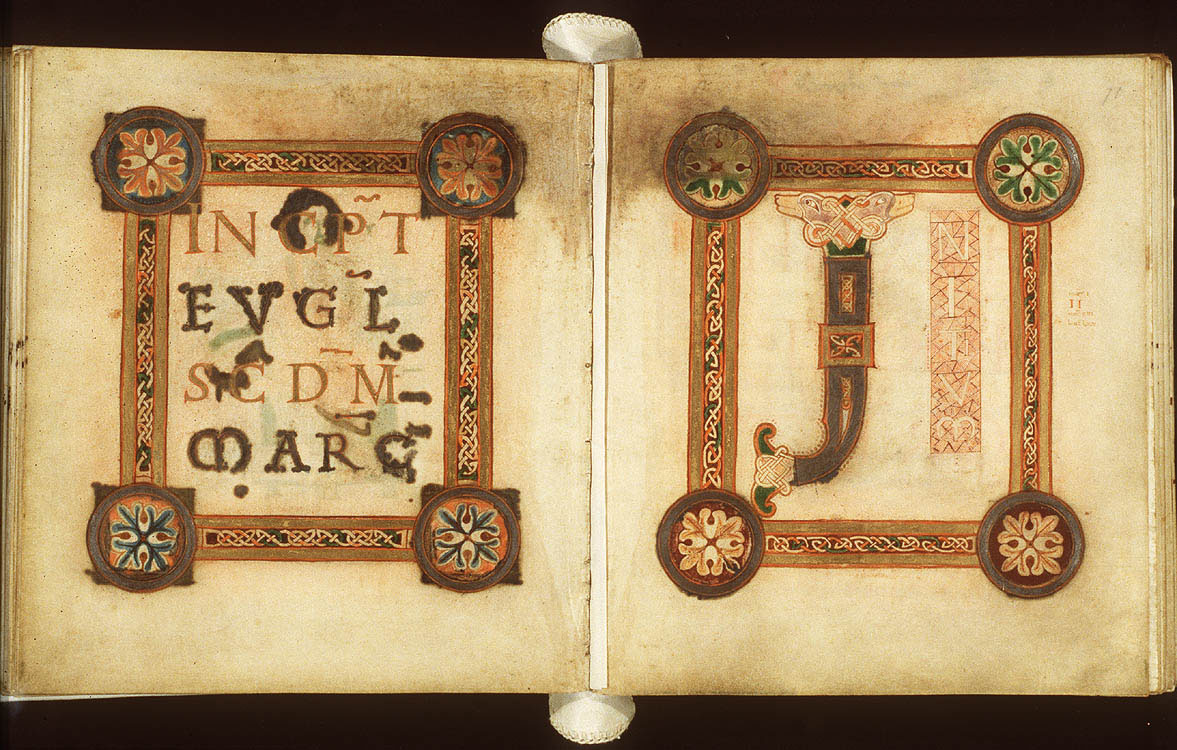
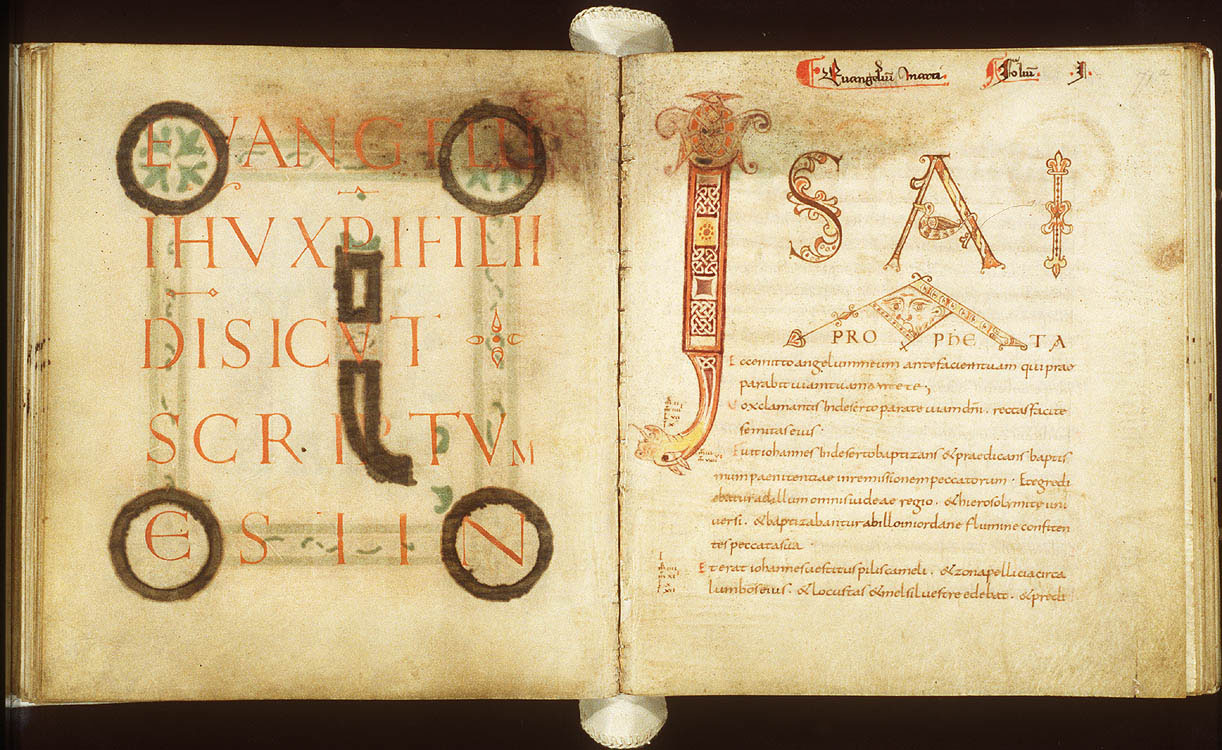
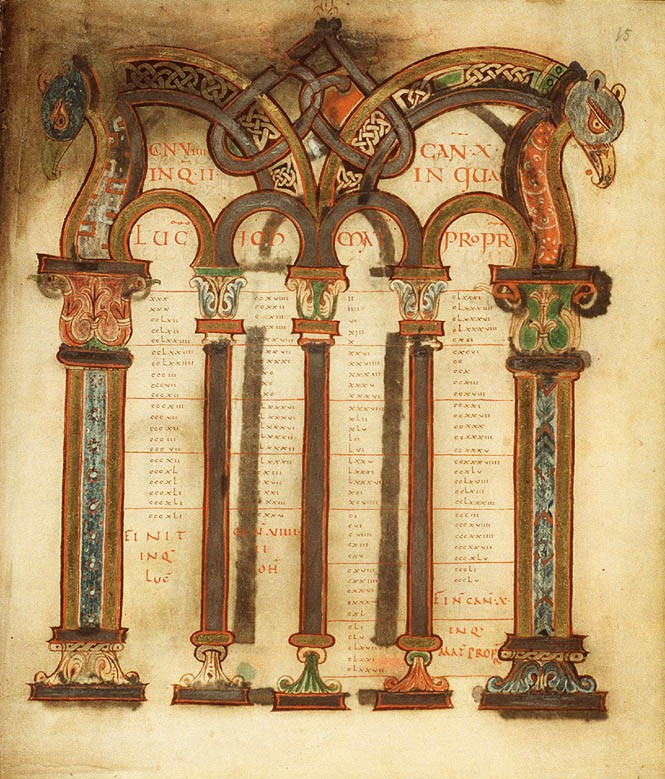